# Подленже-Шляхецьке
Подленже-Шляхецьке (пол. Podłęże Szlacheckie) — село в Польщі, у гміні Пшистайнь Клобуцького повіту Сілезького воєводства.
Населення — 315 осіб (2011).
У 1975-1998 роках село належало до Ченстоховського воєводства.

## Демографія
Демографічна структура станом на 31 березня 2011 року:
|          | Загалом | Допрацездатний вік | Працездатний вік | Постпрацездатний вік |
| -------- | ------- | ------------------ | ---------------- | -------------------- |
| Чоловіки | 154     | 29                 | 117              | 8                    |
| Жінки    | 161     | 32                 | 96               | 33                   |
| Разом    | 315     | 61                 | 213              | 41                   |